# Dronninglund Storskov
Dronninglund Storskov, er et privatejet skovområde på 970 ha, beliggende nord for Dronninglund i Vendsyssel.
Skoven ligger på Jyske Ås, og omfatter primært nåle- og bøgeskov og er meget kuperet.
Vendsyssels højeste punkt, Knøsen på 138 meter, er beliggende i skoven.
Skoven har i ældre tid tilhørt nonneklostret Hundslund Kloster af benediktinerordenen. 
For nuværende, 2013, ejes skoven af Overgaard Gods A/S.